# Leiotulus dasyanthus
Leiotulus dasyanthus är en flockblommig växtart som först beskrevs av C.Koch, och fick sitt nu gällande namn av Pimenov och T.A.Ostroumova. Leiotulus dasyanthus ingår i släktet Leiotulus och familjen flockblommiga växter. Inga underarter finns listade i Catalogue of Life.